# Igreja de San Giovanni in Foro
A Igreja de San Giovanni in Foro, em Verona, está situada no Corso Magenta, próxima da Piazza Erbe, o local do antigo Fórum Romano no Corso Porta Borsari. Uma igreja neste local foi seriamente danificada no incêndio que varreu a Verona medieval em 1172. Durante as restaurações no início de 1900, descobriu-se que as muralhas romanas tinham sido incorporadas às paredes externas da igreja. A base da torre sineira data do século XIV. O portal renascentista da igreja foi esculpido por Gerolamo Giolfino, com estátuas dos santos João Evangelista, Pedro e João Batista. O afresco no nicho que representa São João foi concluído por Nicola Giolfino.